# Mitchell Lewis
Mitchell Lewis (n. 26 iunie 1880, Syracuse⁠(d), New York, SUA – d. 24 august 1956, Woodland Hills⁠(d), California, SUA) a fost un actor american. Acesta a apărut în calitate de actor al companiei Metro-Goldwyn-Mayer atât în filme mute, cât și sonore.
Născut în 1880, Lewis a apărut în peste 175 de filme între 1914 și 1956, deși o mare parte din rolurile sale obține spre finalul carierei au fost necreditate. A avut roluri secundare precum cel al Șeicului Idrim în filmul Ben Hur din 1925 și Ernest Defarge în A Tale of Two Cities⁠(d) din 1935, însă pe parcursul carierei a obținut cu precădere roluri minore neacreditate precum cel al Căpitanului Gărzilor Winkie în Vrăjitorul din Oz (1939). Ultimul său proiect a fost Cel mai rapid pistolar în viață, fiind distribuit alături de actorii Glenn Ford și Broderick Crawford; filmul a fost lansat cu puțin timp înainte de moartea sa în 1956. Mitchell a fost, de asemenea, unul dintre primii membri ai consiliului organizației Motion Picture Relief Fund, cunoscută astăzi sub numele de Motion Picture & Television Fund⁠(d).
Deși necreditat în Vrăjitorul din Oz, acesta a avut câteva replici spre sfârșitul filmului, printre care: „Este moartă. Ai ucis-o!”, „Trăiască Dorothy! Vrăjitoarea cea Rea este moartă!”, iar când Dorothy îi cere mătura, acesta îi spune: „Te rog! Și ia-o cu tine!".

## Filmografie parțială
- The Million Dollar Mystery (1914, Serial) - Gang Leader
- Zudora (1914)
- The Come-Back (1916) - Bully Bill
- The Flower of No Man's Land (1916) - Kahoma
- The Barrier (1917) - Poleon Doret
- The Bar Sinister (1917) - Ben Swift
- The Sign Invisible (1918) - Lone Deer
- Nine-Tenths of the Law (1918) - Jules Leneau
- Life's Greatest Problem (1918) - Big Steve Reardon
- Code of the Yukon (1918) - Jean Dubois
- Calibre 38 (1919) - Austin Brandt
- Children of Banishment (1919) - Dick Bream
- Fool's Gold (1919) - Marshall Strong
- Jacques of the Silver North (1919) - Jacques La Rouge
- The Faith of the Strong (1919) - Paul La Rue
- The Last of His People (1919) - Lone Wolf - aka Wolf Briggs
- The Mutiny of the Elsinore (1920) - John Pike
- Burning Daylight (1920) - Burning Daylight
- At the End of the World (1921) - Donald MacGregor
- Salomé (1922) - Herod, Tetrarch of Judea
- The Siren Call (1922) - Beauregard, a trapper
- On the High Seas (1922) - Joe Polack
- The Marriage Chance (1922) - The Mute
- The Woman Conquers (1922) - Lazar
- Her Accidental Husband (1923) - Old Blind Goring
- The Little Girl Next Door (1923) - Tug Wilson
- Rupert of Hentzau (1923) - Bauer
- The Spoilers (1923) - Marshal Voorhees
- The Destroying Angel (1923) - 'Strangler' Olsen
- Gold Madness (1923) - Soctty McGee
- A Prince of a King (1923) - Andrea, the giant
- The Miracle Makers (1923) - Bill Bruce
- Half-A-Dollar-Bill (1924) - Papeete Joe
- Three Weeks (1924) - Vassili
- The Red Lily (1924) - D'Agut
- The Mine with the Iron Door (1924) - Sonora Jack
- Flaming Love (1925) - Osner
- The Crimson Runner (1925) - Conrad (the black)
- Tracked in the Snow Country (1925) - Jules Renault
- The Mystic (1925) - Zazarack
- Ben-Hur (1925) - Sheik Ilderim
- Typhoon Love (1926)
- Wild Oats Lane (1926) - The Bum
- Miss Nobody (1926) - Harmony
- The Sea Wolf (1926) - Johansen, the Mate
- The Last Frontier (1926) - Lige
- The Eagle of the Sea (1926) - Crackley
- Old Ironsides (1926) - Pirate Chief (necreditat)
- Tell It to the Marines (1926) - Native
- Hard-Boiled Haggerty (1927) - Maj. Cotton
- Back to God's Country (1927) - Jean DeBois
- Beau Sabreur (1928) - Suleman the Strong
- Tenderloin (1928) - The Professor
- The Hawk's Nest (1928) - James Kent
- The Way of the Strong (1928) - Handsome Williams
- Out with the Tide (1928) - Captain Lund
- The Speed Classic (1928) - Mr. Thornton
- The Docks of New York (1928) - Andy, the Third Engineer
- The Devil Bear (1929) - Jack Crawford
- The Leatherneck (1929) - Court-Martial Officer
- One Stolen Night (1929) - Blossom
- The Bridge of San Luis Rey (1929) - Capt. Alvarado
- Linda (1929) - Stillwater
- The Black Watch (1929) - Mohammed Khan
- Madame X (1929) - Colonel Hanby
- Girl of the Port (1930) - McEwen
- Beau Bandit (1930) - Colosso
- Mammy (1930) - Hank Smith / Tambo
- The Bad One (1930) - Borloff
- The Cuckoos (1930) - Julius
- See America Thirst (1930) - Screwy O'Toole
- Never the Twain Shall Meet (1931) - Captain Larrieau
- Son of India (1931) - Hamid
- The Squaw Man (1931) - Tabywana
- Business and Pleasure (1932) - Hadj Ali (necreditat)
- The World, the Flesh, the Devil (1932) - Sukhanov
- New Morals for Old (1932) - Bodvin
- McKenna of the Mounted (1932) - Pierre - Henchman
- Kongo (1932) - Hogan
- The Secret of Madame Blanche (1933) - M. Duval
- Ann Vickers (1933) - Captain Waldo
- The Count of Monte Cristo (1934) - Vampa
- Marie Galante (1934) - Yermack - Steamship Crew Member (necreditat)
- Red Morning (1934) - Captain Perava
- The Best Man Wins (1935) - Joe Martini (necreditat)
- Oil for the Lamps of China (1935) - Skipper of Ship (necreditat)
- The Farmer Takes a Wife (1935) - Boatman in Office (necreditat)
- A Tale of Two Cities (1935) - Ernest Defarge
- The Bohemian Girl (1936) - Salinas
- Sutter's Gold (1936) - King Kamehameha
- Fatal Lady (1936) - Magistrate (necreditat)
- Dancing Pirate (1936) - Pirate Chief
- Anthony Adverse (1936) - White Man Whipping Slave (necreditat)
- Mummy's Boys (1936) - Haroun Pasha
- Espionage (1937) - Sondheim
- Waikiki Wedding (1937) - Koalani
- The Emperor's Candlesticks (1937) - Plainclothesman (necreditat)
- Big City (1937) - Detective Haley (necreditat)
- Conquest (1937) - Beppo (necreditat)
- The Bad Man of Brimstone (1937) - Jake Mulligan (necreditat)
- Arsène Lupin Returns (1938) - Detective (necreditat)
- Three Comrades (1938) - Boris (necreditat)
- Rich Man, Poor Girl (1938) - Man Who Yells (voice, necreditat)
- Mysterious Mr. Moto (1938) - Nola
- Stand Up and Fight (1939) - Cheating Gambler (necreditat)
- Idiot's Delight (1939) - Chief Wahoo (necreditat)
- Let Freedom Ring (1939) - Joe (necreditat)
- Sergeant Madden (1939) - Officer Minetti (necreditat)
- Bridal Suite (1939) - Hotel Runner at Train Station (necreditat)
- 6,000 Enemies (1939) - Prisoner Milky (necreditat)
- The Wizard of Oz (1939) - the Captain of the Winkie Guards (necreditat)
- Blackmail (1939) - Workman (scenes deleted)
- Bad Little Angel (1939) - Fireman Telling Wilks Tommy Went Into Fire (necreditat)
- The Secret of Dr. Kildare (1939) - Adam - Nora's Gardener (necreditat)
- Henry Goes Arizona (1939) - Rancher Bull Carson (necreditat)
- Young Tom Edison (1940) - McGuire - Train Engineer (necreditat)
- Strange Cargo (1940) - Guard (necreditat)
- 20 Mule Team (1940) - Barfly at Bar (necreditat)
- Florian (1940) - Horse Dealer (necreditat)
- Gold Rush Maisie (1940) - William Howard Taft Miggs (necreditat)
- I Love You Again (1940) - Sailor Yelling 'Man Overboard' (necreditat)
- Boom Town (1940) - Venezuelan Foreman (necreditat)
- Gallant Sons (1940) - Newspaper Buyer (necreditat)
- Go West (1940) - Halfbreed Indian Pete (necreditat)
- Meet John Doe (1941) - Bennett
- I'll Wait for You (1941) - Alfred 'Al'
- Billy the Kid (1941) - Bart Hodges
- The Big Store (1941) - Indian Father (necreditat)
- Honky Tonk (1941) - Man #1 Agreeing with Candy (necreditat)
- Kid Glove Killer (1942) - Restaurant Proprietor (necreditat)
- Rio Rita (1942) - Julio aka Pete
- I Married an Angel (1942) - Hotel Porter (necreditat)
- Cairo (1942) - Ludwig
- Apache Trail (1942) - Bolt Saunders (necreditat)
- Du Barry Was a Lady (1943) - Rebel Opening Door (necreditat)
- I Dood It (1943) - Greek Taffy Man (scenes deleted)
- The Cross of Lorraine (1943) - French Villager (necreditat)
- Whistling in Brooklyn (1943) - Bearded Baseball Spectator (necreditat)
- The Seventh Cross (1944) - Prisoner at Concentration Camp (necreditat)
- Kismet (1944) - Sheik (necreditat)
- An American Romance (1944) - Detroit Auto Works Technician (necreditat)
- Lost in a Harem (1944) - Slave (necreditat)
- The Thin Man Goes Home (1944) - Third Man Outside Barber Shop (necreditat)
- Main Street After Dark (1945) - Plainclothesman (necreditat)
- The Picture of Dorian Gray (1945) - Waiter (necreditat)
- The Harvey Girls (1946) - Sandy (necreditat)
- The Green Years (1946) - Smithy (necreditat)
- Courage of Lassie (1946) - Gil Elson
- The Mighty McGurk (1947) - Bartender (necreditat)
- It Happened in Brooklyn (1947) - Printer (necreditat)
- The Romance of Rosy Ridge (1947) - Southerner (necreditat)
- Song of the Thin Man (1947) - Jailkeeper (necreditat)
- Merton of the Movies (1947) - Set Guard (necreditat)
- Desire Me (1947) - Old Man (necreditat)
- Tenth Avenue Angel (1948) - Vendor's Bystander (necreditat)
- Julia Misbehaves (1948) - Railroad Manager (necreditat)
- The Kissing Bandit (1948) - Fernando (necreditat)
- Take Me Out to the Ball Game (1949) - Fisherman (necreditat)
- The Stratton Story (1949) - Conductor (necreditat)
- Border Incident (1949) - Older Bracero (necreditat)
- The Toast of New Orleans (1950) - Minor Role (necreditat)
- Dial 1119 (1950) - (necreditat)
- Two Weeks with Love (1950) - Mr. Schimpf (necreditat)
- Kim (1950) - Farmer Going to Ambala (necreditat)
- Inside Straight (1951) - Immigrant (necreditat)
- Mr. Imperium (1951) - Old Watchman (necreditat)
- The Painted Hills (1951) - Mark Miller (necreditat)
- The Tall Target (1951) - Sleeping Train Passenger (necreditat)
- Callaway Went Thataway (1951) - Studio Guard (necreditat)
- The Man with a Cloak (1951) - Waiter
- Lone Star (1952) - Senator (necreditat)
- Talk About a Stranger (1952) - Orchard Owner (necreditat)
- Scaramouche (1952) - Majordomo (necreditat)
- Washington Story (1952) - Spectator (necreditat)
- The Merry Widow (1952) - The King's Page with pistol (necreditat)
- Million Dollar Mermaid (1952) - Violinist (necreditat)
- Sky Full of Moon (1952) - Garage Owner (necreditat)
- Lili (1953) - Concessionaire (necreditat)
- The Sun Shines Bright (1953) - Sheriff Andy Redcliffe
- I Love Melvin (1953) - Stage Doorman (necreditat)
- A Slight Case of Larceny (1953) - Court Clerk (necreditat)
- Torch Song (1953) - Bill the Doorman (necreditat)
- Kiss Me Kate (1953) - Stage Doorman (necreditat)
- All the Brothers Were Valiant (1953) - Cook
- Gypsy Colt (1954) - Ed (necreditat)
- The Student Prince (1954) - Chess Partner (necreditat)
- Trial (1955) - Jury Foreman (necreditat)
- The Fastest Gun Alive (1956) - Tucker Eddy (necreditat)